# 이누이트

이누이트 언어의 분포

이누이트(Inuit, 이누크티투트어: ᐃᓄᐃᑦ "사람")는 알래스카주, 그린란드, 캐나다 북부와 시베리아 극동에 사는 원주민이다.
미국에서는 알래스카의 극권에 사는 이누이트계 여러 부족들과, 유픽을 가리지 않고 에스키모라고 부르지만, 캐나다에선 이누이트를 퍼스트 네이션, 메티스와 함께 독립적인 캐나다 원주민의 하나로서 법적 지위를 부여하고 있으며 일반적으로 이누이트(Inuit)라는 명칭을 사용한다. 이누이트들은 에스키모라는 이름에 비하의 뜻이 담겨있다고 생각하여 자신들을 에스키모라고 부르지 말아달라고 하고 있다.

## 역사
고고학자들은 비교적 최근인 서기 1,000년 경에 이누이트족의 조상이 서부 알래스카로부터 발생하여 북극 지역으로 들어왔다는 사실을 밝혀내었으며, 이 조상민족을 툴레인(Thule people)으로 이름 붙였다. 사실 이누이트가 유입되기 전부터 이미 북극 지역에는 고에스키모인(Paleo-Eskimo)으로 불리는 원주민이 살고 있었으며, 툴레인이 들어오며 이들의 도르셋 문화(Dorset culture)가 (추정상) 재해로 인해 쇠퇴하여 사라지고 이누이트족 문화로 대체되었다. 툴레인들은 개를 운송수단으로 이용하여 약 12-13세기경에는 그린란드에 도착하였다. 이들은 바다나 호수에서 물고기를 잡거나 채집을 하며 생활했다.
유럽인의 대규모 이주가 시작되기 전부터 이누이트는 빈란드로도 불리는 그린란드와 래브라도 등지에서 노르드인들과 소규모 거래와 같은 교류가 있었을 가능성이 있다. 그러나 바이킹인들이 아메리카에서 철수한 이후로는 수백년 간 유럽인과 접촉이 없게 되었다. 이후 아메리카 개척이 시작되며 고기잡이를 하는 유럽인들과 이누이트 간의 접촉이 잦아졌는데, 이로 인해 유럽에서 새로 들어온 전염병이 번져 이누이트 부족들의 인구는 큰 타격을 입었다. 다만 고위도의 이누이트 부족들은 19세기까지도 거의 고립된 생활을 유지했다.
20세기에 들어서는 이들이 살던 지역의 토지도 정부의 본격적인 관할에 들어오고 캐나다의 법률이 이누이트에게 적용되는 등 북미 사회로의 동화가 진행되기 시작했다. 이로 인해 빠르게 이누이트의 정체성이 사라져가자 1960년대부터는 이누이트에 대한 인권 보장과 토지소유권, 자치권에 대한 운동이 일어나기 시작했다.

## 자치권
자치권 협정은 1993년 3만 2,000명의 캐나다 이누이트 가운데 2만 4,000명이 동의하여 비준된 협정이다. 이 결과로 35만 5,981km2에 대한 집단토지소유권이 이누이트족에게 부여되었고, 그중 3만7,992km2에 대해서는 광산채굴권도 추가되었다. 이로써 누나부트 준주라는 새로운 행정구역이 탄생했다. 이 협정을 통해 캐나다는 국제사회에서 원주민 권리 보장의 성공사례로 손꼽히게 되었고, 오스트레일리아·뉴질랜드·러시아의 소수민족들에 대한 대우의 본보기가 되고 있다.
이누이트족의 85%가 살고 있는 누나부트 준주는 1999년 4월 1일에 성립되었으며, 캐나다 연방의 다른 영토(유콘 준주를 비롯한 북동부의 여러 주)와 동등한 지위를 누린다.

### 내용주
1. ↑  에스키모라는 말은 크리어에서 나왔다고 알려져 있으나 정확히 어떤 낱말에서 유래한 것인지는 불분명하다. 아마도 “날고기를 먹는 사람”을 뜻하는 'askamiciw' 또는 “날 것을 먹는 사람”을 뜻하는 askipiw 가 어원일 것이라고 추측되고 있다. - Setting the Record Straight About Native Languages: What Does "Eskimo" Mean In Cree?

### 참조주
1. ↑  "The Hunters of the Arctic". bambusspiele.de. Retrieved 2008-01-07.
2. ↑  Kaplan, Lawrence. (2002). "Inuit or Eskimo: Which names to use?" 보관됨 2009-03-01 - 웨이백 머신, Alaska Native Language Center, University of Alaska Fairbanks, Retrieved on 2007-04-06.
3. ↑  "Canadian Charter of Rights and Freedoms" 보관됨 2011-01-05 - 웨이백 머신. Department of Justice Canada.
4. ↑  르몽드 디플로마터크 기획 (2009년). 《르몽드 세계사》. 휴머니스트. 84쪽.
5. ↑  르몽드 디플로마터크 기획 (2009년). 《르몽드 세계사》. 휴머니스트. 84~85쪽.